# قائمة اغتيالات حرب العراق
منذ بداية الحرب في العراق عام 2003، استهدف المتمردون العراقيون شخصيات عامة وأفرادًا مهمين يعتقدون أنهم يعملون لصالح التحالف أو القوات العراقية المتحالفة معه.

## أجانب
- قُتل سيرجيو فييرا دي ميلو ، مفوض الأمم المتحدة السامي لحقوق الإنسان والممثل الخاص للعراق ، في تفجير فندق القناة عام 2003 على يد جماعة التوحيد والجهاد .

## مجلس الإدارة
- اغتال البعثيون عقيلة الهاشمي عضو مجلس الحكم غربي بغداد .
- اغتيال رئيس مجلس الحكم العراقي ، عزالدين سالم ، في تفجير سيارة مفخخة في المنطقة الخضراء .

## صحفيون
- أطوار بهجت، أصيب برصاصة أثناء تغطيتها لتفجير مسجد العسكري عام 2006 لصالح قناة العربية .

## محامون
- سعدون الصغير الجنابي ، أصيب في منزله برصاص مسلحين ملثمين يرتدون زي الشرطة العراقية .
- عادل الزبيدي ، أصيب برصاصة بينما كان يقود سيارته في حي سني ببغداد.
- خميس العبيدي ، خُطف وأطلق عليه الرصاص أثناء دفاعه عن صدام حسين في محاكمته .

## أعضاء البرلمان
- ضاري علي الفياض، اغتاله تنظيم القاعدة في العراق بسيارة مفخخة.
- لمياء عبد خضوري صكري ، نائبة ، قتلت في 27 أبريل / نيسان 2005 [1]
- محمد عوض استشهد في تفجير البرلمان العراقي عام 2007 .
- صالح العقيلي
- حارث العبيدي زعيم جبهة التوافق العراقية

## شخصيات عسكرية
- مقتل الشيخ ستار زعيم مجلس الصحوة بعبوة ناسفة زرعها تنظيم القاعدة في العراق.
- الشهيد فيصل القعود استشهد اعتداء انتحاريا في فندق المنصور .
- حسين علي الشعلان

## رؤساء الشرطة
- خضير مخالف علي قائد شرطة الخالدية . 15 سبتمبر 2003
- عامر علي نايف نائب قائد شرطة بغداد. 10 يناير 2005
- خالد حسن قائد شرطة الديوانية. 11 أغسطس 2007
- علي الديلان قائد شرطة بعقوبة. 24 سبتمبر 2007
- صالح محمد حسن قائد شرطة محافظة الموصل. 24 يناير 2008

## أساتذة
- عبد اللطيف علي المياح اغتيل في ظروف مريبة خلال فترة من العنف ضد المثقفين والأكاديميين العراقيين .

## حكام المقاطعات
- علي الحيدري / محافظة بغداد .. اغتالته مجموعة يقودها ابو مصعب الزرقاوي .
- - رجاء نواف فرحان المحلاوي - محافظة الانبار - اختطف في معركة القائم وقتل في ايار 2005.
- أسامة يوسف كشمولة ، محافظة نينوى ، استشهد في 14 تموز (يوليو) 2005
- خليل جليل حمزة محافظة القادسية
- محمد علي الحسني محافظة المثنى

### نواب المحافظين
- الشهيد حاتم كامل ( محافظة بغداد ) جراء اطلاق نار من سيارة مارة .

## شخصيات دينية
- عبد المجيد الخوئي ، رجل دين شيعي ، قُتل على يد حشد في مسجد الإمام علي في النجف ، ربما تحت تأثير مقتدى الصدر .
- محمد باقر الحكيم ، رجل دين شيعي ، قتل في تفجير مسجد الإمام علي عام 2003
- بولس فرج رحو ، رئيس أساقفة الكلدان الكاثوليك ، اختُطف وأُعدم في الموصل .